# كالفين بريدغز (عالم)
كالفين بريدغز (بالإنجليزية: Calvin Bridges)‏ هو عالم حيوانات وعالم وعالم وراثة أمريكي، ولد في 11 يناير 1889 في Schuyler Falls, New York ‏ في الولايات المتحدة، وتوفي في 27 ديسمبر 1938 في لوس أنجلوس في الولايات المتحدة.

## وصلات خارجية
- كالفين بريدغز على موقع الموسوعة البريطانية (الإنجليزية)